# Martin Hloušek
Martin Hloušek (ur. 2 października 1979 roku w Koszycach) – słowacki piłkarz, występujący na pozycji pomocnika. Na początku 2011 roku został piłkarzem Wisły Płock, do której trafił z Sandecji Nowy Sącz, lecz już miesiąc później kontrakt ze Słowakiem został rozwiązany za porozumieniem obu stron. W Płocku nie zdążył nawet zadebiutować w II lidze.